# 楚辭集注
《楚辭集注》，楚辭研究專著，南宋朱熹撰。

## 動機
學者認為朱熹編寫《楚辭集注》的動機注意有三個：

## 內容
此書以王逸《楚辭章句》作為底本，刪去《七諫》、《九懷》、《九嘆》、《九思》四篇，增以賈誼《吊屈原》、《𫛳賦》二篇，以屈原所著二十五篇（卷一至卷五）為《離騷》，《九辯》之下十六篇（卷六至卷八）為《續離騷》，隨文注釋。和《詩集傳》體例相同，以四句（間有六句、八句不等）為一章，先解釋字義，然後串講大義，並說明賦、比、興等。

## 版本
此書版本甚多：
- 宋慶元四年（1198年）刻本
- 宋嘉定六年（1213年）江西刊本
- 宋端平二年（1235年）刊本
- 元至正三十三年（1363年）高日新刊本，黎庶昌復刻並收入《古逸叢書》
- 明成化十一年（1475年）刊本
- 明祟禎十年（1637年）沈雲翔《楚辭集注評林》本
- 1979年上海古籍出版社點校本